# سنت پیتر (ویسکانسین)
سنت پیتر (به انگلیسی: St. Peter) یک منطقهٔ مسکونی در ایالات متحده آمریکا است که در شهرستان فوند دو لک، ویسکانسین واقع شده‌است. سنت پیتر ۱٬۴۸۹ نفر جمعیت دارد و ۳۲۴ متر بالاتر از سطح دریا واقع شده‌است.